# Lan Sơn, Lâm Nghi
Lan Sơn (tiếng Trung: 兰山区, Hán Việt: Lan Sơn khu) là một quận thuộc địa cấp thị Lâm Nghi, tỉnh Sơn Đông, Cộng hòa Nhân dân Trung Hoa. Quận này có diện tích 650 km², dân số 830.000 người (2001). Quận Lan Sơn được chia thành các đơn vị hành chính gồm 3 sự biện xứ, 8 hương trấn và 440 thôn cư. Đây là trung tâm hành chính của địa cấp thị Lâm Nghi.